# Bernardo Maria Quarantino
Bernardo Maria Quarantino (Milano, circa 1690 – Milano, circa 1755) è stato un architetto e ingegnere italiano.

## Biografia

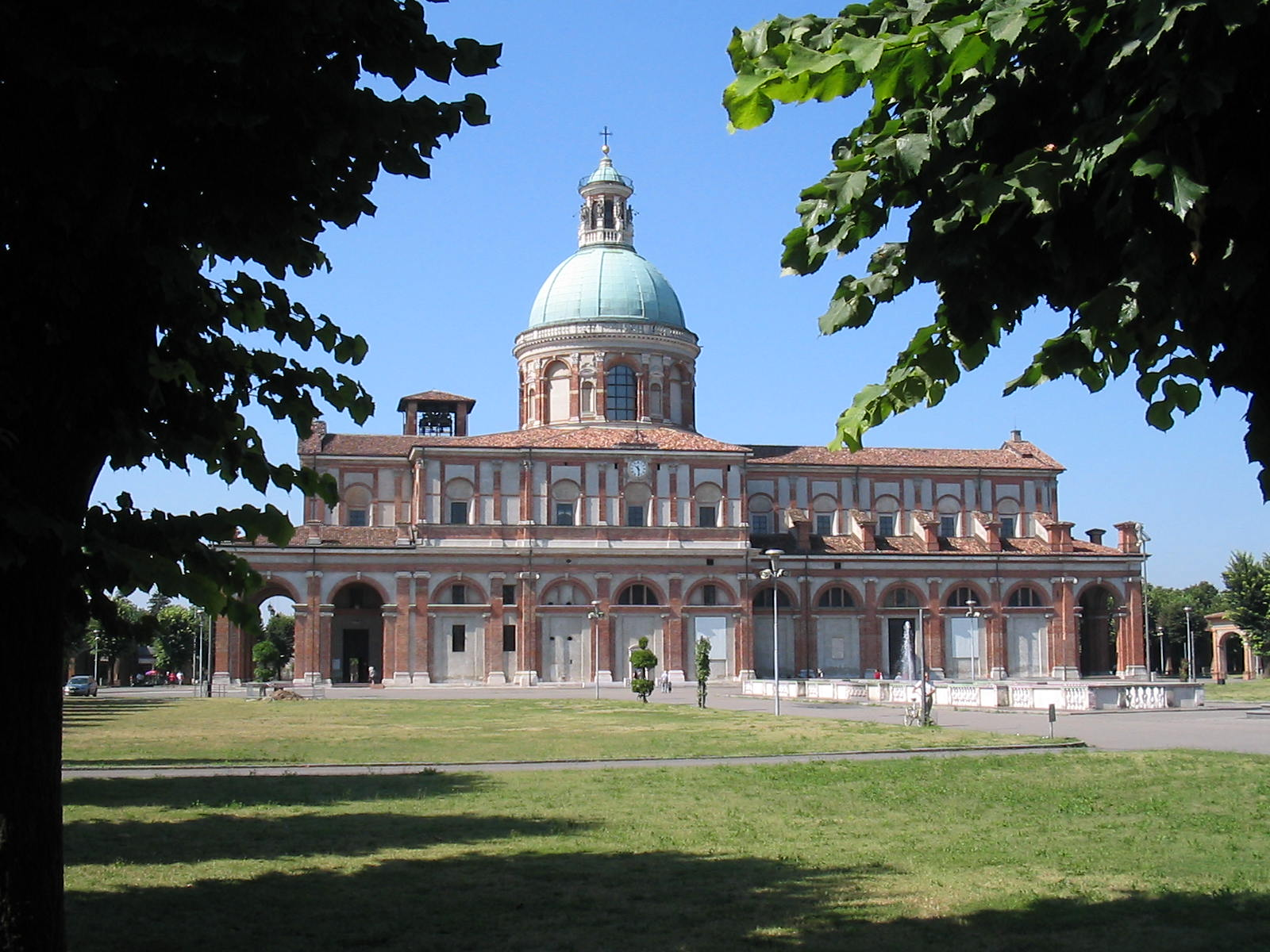
Santuario di Santa Maria del Fonte presso Caravaggio

Bernardo Maria Quarantino è figlio dell'architetto e ingegnere Benedetto Quarantino e insieme ad un gruppo di colleghi si caratterizzarono per uno stile austero e funzionale che ebbe molto successo a Milano a cavallo del Settecento.
Quarantino fu iscritto nel libro degli ingegneri-architetti milanesi dal 1710 al 1753 e si formò culturalmente sotto la guida di Giovanni Battista Quadrio.
Il suo esordio avvenne nel 1711 quando progettò il rifacimento della Chiesa dei Santi Vito e Modesto presso Civate.
Tra le sue prime opere si possono menzionare l'aggiornamento del Santuario di Santa Maria del Fonte presso Caravaggio intorno al 1713 e negli stessi anni si dedicò alla struttura delle salesiane di Santa Maria della Visitazione in Santa Sofia.
La chiesa si caratterizzò per la sua struttura centrale, per il portale ed il sagrato realizzati con elementi tipici dell'architettura del Settecento avanzato.
La chiesa venne successivamente aggiornata e ampliata nell'Ottocento con modalità più accademiche.
Nel Santuario del Caravaggio Quarantino costruì un grandioso altare che fu completato da Carlo Giuseppe Merlo, inserendo una buona serie di statue, marmi e bronzi, seguendo lo stile dominante del suo tempo, con una ricchezza di materiali e di forme e caratterizzandosi per una pregevole tecnica.
Tra i suoi allievi si può menzionare l'architetto Dionigi Maria Ferrari.

## Opere
- Progetto per il rifacimento della chiesa dei Santi Vito e Modesto presso Civate (1711);
- Santuario di Santa Maria del Fonte presso Caravaggio (1713);
- Salesiane di Santa Maria della Visitazione in Santa Sofia (1715).